# Pantanal (telenovela de 2022)
Pantanal es una telenovela brasileña producida y emitida por TV Globo que se estrenó el 28 de marzo de 2022, sustituyendo Um Lugar ao Sol. Es la 19.ª telenovela exhibida por la cadena en el horario de las 21 horas.
Es una nueva versión de la telenovela brasileña del mismo nombre, que fue creada por Benedito Ruy Barbosa y transmitida por Rede Manchete en 1990.
Escrita por Bruno Luperi y dirigida por Rogério Gomes y Gustavo Fernandez, la telenovela cuenta con las actuaciones de Alanis Guillen, Jesuíta Barbosa, Marcos Palmeira, Dira Paes, José Loreto, Irandhir Santos, Osmar Prado y Karine Teles en los papeles principales.

## Sinopsis
Tras la misteriosa desaparición de su padre, Joventino, el peón José Leôncio se convierte en un rico granjero del Pantanal. Han pasado más de veinte años y, amargado por la desaparición de su padre y la huida de su esposa a Rio de Janeiro con su hijo bebé, José Leôncio tiene la oportunidad de reconciliarse con el niño, ahora un joven que fue criado en la gran ciudad con valores y hábitos muy diferentes a los suyos.

## Elenco
| Actor/Actriz      | Personaje                               |
| ----------------- | --------------------------------------- |
| Alanis Guillen    | Juma Marruá                             |
| Jesuíta Barbosa   | Joventino Leôncio Neto (Jove)           |
| Marcos Palmeira   | José Leôncio                            |
| Dira Paes         | Filomena Aparecida (Filó)               |
| Irandhir Santos   | José Lucas Leôncio / José Lucas de Nada |
| Osmar Prado       | Joventino Leôncio / Viejo del Río       |
| Karine Teles      | Madeleine Braga Novaes                  |
| Camila Morgado    | Irma Braga Novaes                       |
| Caco Ciocler      | Gustavo Sousa Aranha                    |
| José Loreto       | Tadeu Aparecido Leôncio                 |
| Murilo Benício    | Tenório Nogueira                        |
| Isabel Teixeira   | Maria Nogueira (Maria Bruaca)           |
| Julia Dalavia     | Maria Augusta Nogueira (Guta)           |
| Lucas Leto        | Marcelo Gonçalves Nogueira              |
| Aline Borges      | Zuleika Gonçalves                       |
| Juliano Cazarré   | Alcides                                 |
| Gabriel Santana   | Renato Gonçalves Nogueira (Reno)        |
| Cauê Campos       | Roberto Gonçalves Nogueira (Beto)       |
| Paula Barbosa     | Josefa Sá (Zefa)                        |
| Gabriel Sater     | Xeréu Trindade                          |
| Guito             | Tibério                                 |
| Leandro Lima      | Levi                                    |
| Silvero Pereira   | Zaqueu                                  |
| Selma Egrei       | Mariana Braga Novaes                    |
| Almir Sater       | Eugênio                                 |
| Bella Campos      | Maria Rute dos Anjos (Muda)             |
| Victoria Rossetti | Nayara                                  |
| Cláudio Galvan    | Ari                                     |
| Renato Teixeira   | Joaquim (Quim)                          |
| Fábio Neppo       | Sebastião (Tião)                        |
| Dai Medeiros      | Teresa Cristina (Teca)                  |
| Thommy Schiavo    | João Zoinho                             |

### Participaciones especiales
| Actor/Actriz              | Personaje                 |
| ------------------------- | ------------------------- |
| Juliana Paes              | Maria Marruá              |
| Enrique Díaz              | Gilberto Marruá (Gil)     |
| Renato Góes               | Zé Leôncio (joven)        |
| Bruna Linzmeyer           | Madeleine (joven)         |
| Letícia Salles            | Filó (joven)              |
| Malu Rodrigues            | Irma (joven)              |
| Irandhir Santos           | Joventino Leôncio (joven) |
| Gabriel Stauffer          | Gustavo (joven)           |
| Leopoldo Pacheco          | Antero Novaes             |
| Túlio Starling            | Francisco Marruá (Chico)  |
| Chico Teixeira            | Quim (joven)              |
| Paulo Gorgulho            | Ceci                      |
| Giovana Cordeiro          | Generosa                  |
| Raquel Carro              | Jacutinga                 |
| Orã Figueiredo            | Reginaldo                 |
| Alexandre Moreno          | Fulgêncio dos Anjos       |
| Erom Cordeiro             | Lúcio                     |
| Jackson Antunes           | Túlio                     |
| Cleiton Morais            | Rubem                     |
| Paulo Giardini            | Osvaldo                   |
| César Ferrario            | Clemente                  |
| Gabriel Manita            | Ari (joven)               |
| Adriano Petermann         | Raimundo                  |
| Ademir de Souza           | Padre Antônio             |
| Glicério do Rosário       | Bruno                     |
| Esther Dias               | Cândida dos Anjos         |
| André Rosa Alves          | Otávio                    |
| Raphael Sander            | Marcinho                  |
| Amanda Grimaldi           | Martinha                  |
| Julia Guerra              | Teresa                    |
| Ângelo Coimbra            | Delegado Expedito         |
| Raul Labancca             | Jurandir                  |
| Raul Franco               | Mesero                    |
| Espedito Di Montebranco   | Jefferson                 |
| Romeu Benedicto           | Anacleto                  |
| Tero Queiroz              | Zelão                     |
| Jorge Florêncio           | Damião                    |
| André Tristão             | Jagunço                   |
| Pelé                      |                           |
| Drico Alves               | Zé Leôncio (adolescente)  |
| Fred Garcia               | Zé Leôncio (niño)         |
| Lucas Oliveira dos Santos | Tadeu (niño)              |
| Gustavo Corasini          | Tadeu (niño)              |
| Gui Tavares               | Jove (niño)               |
| Valentina Oliveira        | Juma (niña)               |
| Valentina Almeida         | Muda (niña)               |

## Exhibición internacional
Paramount Global firmó un contrato de distribución exclusiva de Pantanal para América del Sur hasta 2025 y el acuerdo permite que la telenovela sea exhibida en Argentina por Telefe y en Chile por Chilevisión, ambos canales de Paramount, e incluida en el catálogo de streaming Paramount+ en Sudamérica. Pantanal se estrenó en Chilevisión el domingo 8 de enero de 2023. Mientras que en Argentina, Pantanal se estrenó por Telefe el miércoles 29 de marzo de 2023.